# BBC Four
A BBC Four a brit BBC közszolgálati műsorszolgáltató negyedik televízió-csatornája, mely elsősorban kulturális műsorokat sugároz. A csatorna 20 órától (este 8-tól) reggel 4-ig sugároz sávosztozkodásban a CBeebies-szel.

## Története
A BBC Four 2002. március 2-án indult, miután 2001 végén úgy döntöttek, hogy átnevezik. A csatornát a BBC Knowledge helyére tervezték mellyel megpróbálták bővíteni a műsorstruktúráját. 2011-ben költségvetése 54,3 millió font volt. 2013. december 10-től HD minőségben ad.

### Vezetők
- 2002–2004: Roly Keating
- 2004–2008: Janice Hadlow
- 2008-2014: Richard Klein
- 2013–2014: Janice Hadlow (megbízott)
- 2014 eleje: Adam Barker
- 2014–2016: Kim Shillinglaw

#### Csatornaszerkesztők
- 2013– : Cassian Harrison

## Műsorai
A műsorok címei többnyire angolul vannak felsorolva:

### Saját műsorai
- Survivors: Nature's Indestructible Creatures
- Dinosaurs, Myths and Monsters
- BBC Four Sessions
- Singer-Songwriters at the BBC
- If Walls Could Talk
- Britain's Best Drives
- Only Connect
- Birds Britania
- Britain by Bike
- Churches: How To Read Them
- Shock and Awe: The Life of Electricity
- Elegance and Decadence: The Age of the Regency
- The Story of the National Grid
- Walter's War
- To Kill a Mockingbird at 50
- H.G. Wells - Háborúban a világgal
- Twenty Twelve
- World News Today With Zeinab Badawi (hétköznap este 7-kor BBC Four-n és a BBC World News-n)
- The Secret Life of Ice
- Hattie
- The Curse of Steptoe
- How to Build a Dinosaur
- Frankenstein: Birth of a Monster
- The Great War
- Sandhurst
- Jerusalam: The Making of a Holy City
- The Story of Musicals
- The Art of Cornwall
- Children's TV Trials
- Charlie Brooker's Screenwipe
- Goodbye BBC Television Centre
- Can Eating Insects Save the World
- The Ballad of Mott the Hoople
- Sings the...
- Racing at the BBC

### Külső műsorok
- Wallander
- Spiral
- Mad Men – Reklámőrültek (csak az első négy évadot mutatták be a csatornán, az ötödik évadtól a Sky Atlantic-n)
- The Slap
- Borgen
- The Killing
- Il Divo
- Montalbano felügyelő
- The Bridge
- Csodabogarak
- Városfejlesztési osztály

### BBC-s ismétlések
- Az élet
- Planet Earth
- A kék bolygó
- Igenis, miniszter úr!
  - Igenis, miniszterelnök úr
- All Creatures Great and Small
- Juliet Bravo
- Last Of The Summer Wine
- Sykes
- Butterflies
- Top of the Pops
- Monty Python Repülő Cirkusza
- The Likely Lads
- The Young Ones
- Batman
- Waczak Szálló
- The Bear Family and Me
- The Life of Mammals
- Az Onedin család
- Beatrix Potter meséi
- Dinoszauruszok, a Föld urai
- Walking with Beasts
- Casualty 1900s
  - Casualty 1906
  - Casualty 1907
- Cranford
- Outnumbered
- Great British Railway Journeys
- Climbing Great Buildings
- Pride and Prejudice
- Blue Peter (csak a régi adások)
- The Good Life (1975 TV series)
- Porridge (TV series)

### Filmek
- South Pacific
- When Dinosaurs Ruled the Earth
- Ne bántsuk a feketerigót
- Brian élete
- 39 lépcsőfok
- Londoni randevú
- Folytassa a szerelmet!
- King Kong
- Mell-bedobás
- The Brides of Dracula
- Amadeus
- A csíkos pizsamás fiú

### Koncertfilmek
- Queen 1975 Live
- Madness Live (A Viszlát BBC Television Centre részeként)
- Coldplay Live

### Klasszikus gyerekműsorok
- Bosszúállók (The Avengers)
- The Clangers
- A bűvös körhinta

## Fordítás
Ez a szócikk részben vagy egészben  a   BBC Four című angol Wikipédia-szócikk fordításán alapul.  Az eredeti cikk szerkesztőit annak laptörténete sorolja fel. Ez a jelzés csupán a megfogalmazás eredetét és a szerzői jogokat jelzi, nem szolgál a cikkben szereplő információk forrásmegjelöléseként.

## Külső hivatkozások
- Hivatalos honlap (angolul)
- Műsorújság (angolul)